# Dominicas del Santo Nombre de Jesús
La Congregación de las Dominicas del Santo Nombre de Jesús (oficialmente en francés: Congrégation des Dominicaines du Saint Nom de Jésus) es una congregación religiosa católica femenina, de vida apostólica y de derecho pontificio, fundada por el sacerdote francés François Vincent, en Toulouse, en 1800. A las religiosas de este instituto se les conoce como Dominicas del Santo Nombre de Jesús y posponen a sus nombres las siglas S.N.J.

## Historia
La congregación tiene su origen en la escuela fundada en Toulouse por el sacerdote François Vincent, luego de la Revolución francesa, para la educación de las jóvenes de la alta sociedad. Junto a esta obra tenía otra para niñas pobre que subvencionaba con lo recavado a la escuela de las niñas ricas. Las maestras de dicha escuela empezaron a llevar vida común y en 1800 se constituyeron en una congregación religiosa.
Inicialmente la espiritualidad del instituto era jesuita, pero la tercera priora general comenzó a apoyarse en la Orden de los Predicadores. Las nuevas constituciones fueron escritas por el dominico Hyacinthe-Marie Cormier. El papa Pío IX aprobó el instituto como congregación religiosa de derecho pontificio, mediante decretum laudis, del 4 de mayo de 1870. El 4 de agosto de 1886 las dominicas de esta congregación fueron agregadas a la familia dominica.

## Organización
La Congregación de las Dominicas del Santo Nombre de Jesús es una instituto religioso de derecho pontificio, internacional y centralizado, cuyo gobierno es ejercido por una priora general. La sede central se encuentra en Toulouse (Francia).
Las dominicas se dedican a la educación y visten un hábito de color blanco y velo negro. En 2017, el instituto contaba con 28 religiosas y 5 comunidades, presentes únicamente en cuatro localidades de Francia y una comunidad en la isla de la Reunión.